# كأس المعارض الأوروبية 1964–65
كأس المعارض الأوروبية 1964–65  هو الموسم السابع من  كأس المعارض الأوروبية. كان عدد الأندية المشاركة   48، وفاز فيه نادي فيرينتسفاروشي.

## نتائج الموسم
| المركز | فريق               | لعب | ف | ت | خ | له | عليه | ف.أ | نقاط | ملاحظة |
| ------ | ------------------ | --- | - | - | - | -- | ---- | --- | ---- | ------ |
|        | نادي فيرينتسفاروشي |     |   |   |   |    |      |     |      |        |